# Sticherus pseudoscandens
Sticherus pseudoscandens är en ormbunkeart som först beskrevs av Cornelis Rugier Willem Karel van Alderwerelt van Rosenburgh, och fick sitt nu gällande namn av Edwin Bingham Copeland. Sticherus pseudoscandens ingår i släktet Sticherus och familjen Gleicheniaceae. Inga underarter finns listade.